# پایگاه هوایی ناتو در گایلن‌کیرشن

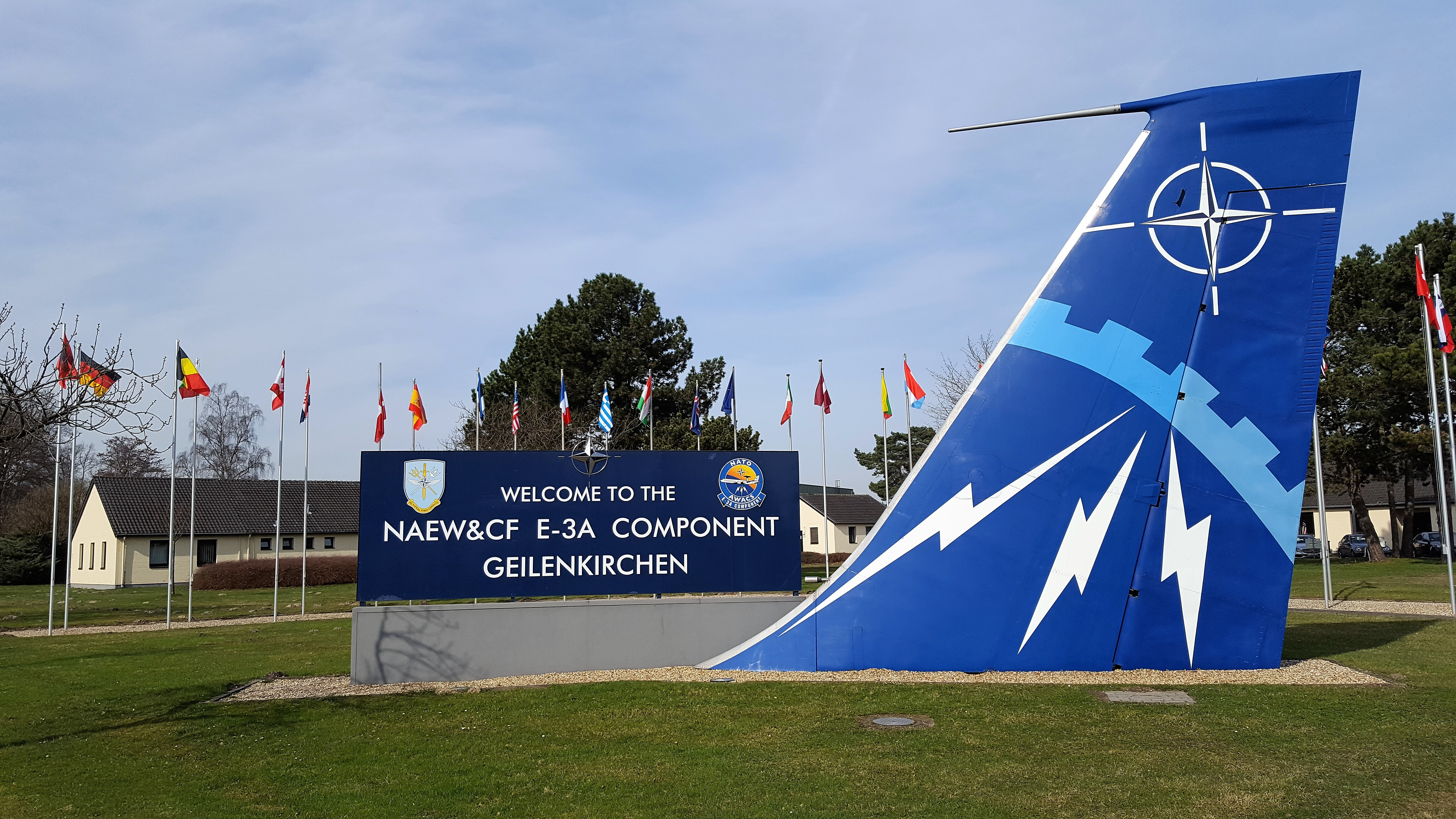
پایگاه هوایی ناتو در گایلن‌کیرشن آلمان

پایگاه هوایی ناتو در گایلن‌کیرشن (به انگلیسی: NATO Air Base Geilenkirchen) یک فرودگاه نظامی با کد یاتا GKE است که یک باند فرود بتن و آسفالت دارد و طول باند آن ۳۰۵۰ متر است. این فرودگاه در شهر گایلن‌کیرشن کشور آلمان قرار دارد و در ارتفاع ۹۰ متری از سطح دریا واقع شده‌است.